# Epitola dolorosa
Epitola dolorosa är en fjärilsart som beskrevs av Roche 1954. Epitola dolorosa ingår i släktet Epitola och familjen juvelvingar. Inga underarter finns listade i Catalogue of Life.